# Кристијан О’Саливан
Кристијан О’Саливан (22. август 1991) норвешки је рукометаш који игра на позицији средњег бека. Тренутно наступа за екипу Магдебурга која се такмичи у Немачкој Бундеслиги. 
За рукометну репрезентацију Норвешке дебитовао је 2012. године, да би 2017. на Светском првенству у Француској 2017. године освојио, заједно са осталим саиграчима, прву медаљу за ову селекцију у историји. Исти успех О'Саливен је поновио са својом репрезентацијом и две године касније на првенству које је одржано у Немачкој и Данској. 
Кристијан је био и члан репрезентације која је освојила прву Европску медаљу и то 2020. године, пошто је Норвешка у мечу за треће место савладала Словенију.